# Терепі
Терепі (ест. Terepi) — село в Естонії, входить до складу волості Моосте, повіту Пилвамаа.